# Angry Birds Toons
Angry Birds Toons là bộ phim hoạt hình của Rovio Entertaiment, đã được phát sóng trên kênh truyền hình Toons.TV của Angry Birds. Bộ phim phát sóng lần đầu với 52 tập (Dự định trước đó là 53 tập) và 4 Best of, điểm lại những khoảnh khắc trong mùa 1. Tuy nhiên, việc cắt bỏ các tập phim là do Rovio Entertaiment đặt ra với vấn đề bịa đặt. Bộ phim bắt đầu phát sóng vào 16/3/2013 và hoàn thành chỉ sau 1 năm. Bộ phim phát định kỳ vào thứ 7 trên kênh Cartoon Network Ấn Độ và Chủ nhật trên kênh truyền hình Toons.TV. Bộ phim kết thúc vào ngày 13 tháng 5 năm 2016, nhưng một số tập phim vẫn được công chiếu trên kênh Youtube của Angry Birds năm 2022.

## Sự cắt bỏ các tập phim của Rovio
- Sau khi website của Toons.TV ra mắt, tập đầu tiên lại không phải là tập 1 là lại là tập 35.
- Sau khi Angry Birds Toons Best Of kết thúc, Rovio lại giảm xuống tứ tập 1 nhưng dừng lại ở tập 13
- Khoảng 3 tháng sau, Rovio tăng tập lên nhưng không bắt đầu ở tập 14 mà bắt đầu ở tập 27 và kết thúc ở tập 44
- Sau lượt chuyển đổi đó, Angry Birds Toons Best Of đã không còn nữa

Những dữ kiện trên chứng tỏ việc cắt bỏ vài tập phim mà không có lý do của Rovio là một điều không thể chấp nhận. Nếu đã cho biết lý do, việc này sẽ bớt nghi ngờ hơn.

## Danh sách các tập phim
Giới thiệu các tập phim:
1. Chuck Time
2. Where's My Crown?
3. Full Metal Chuck
4. Another Birthday
5. Egg Sounds
6. Pig Talent
7. Cordon Bleugh!
8. True Blue?
9. Do As I Say!
10. Off Duty
11. Slingshot 101
12. Thunder Chuck
13. Gardening with Terence

## Các kênh phát sóng trên toàn thế giới
Ngoài website của Toons.TV, bộ phim còn phát trên các kênh truyền hình trên toàn thế giới.
| Nước      | Kênh phát sóng  |
| --------- | --------------- |
| Ấn Độ     | Cartoon Network |
| Đức       | Super RTL       |
| Indonesia | Global TV       |
| Pháp      | TV5Monde        |
| Syria     | Spacetoon       |
| Úc        | Fox8            |

### Thiết bị xem
Đối với các nước khác, xem qua Samsung Smart TV có tích hợp sẵn bộ giải mã DTV-B2 theo đề án truyền hình số hóa.